# Ia Tơi
Ia Tơi là một xã thuộc huyện Ia H'Drai, tỉnh Kon Tum, Việt Nam.

## Địa lý
Hiện nay, xã Ia Tơi là nơi đặt trung tâm hành chính của huyện Ia H'Drai, có vị trí địa lý:
- Phía đông giáp tỉnh Gia Lai
- Phía tây giáp xã Ia Đal
- Phía nam giáp xã tỉnh Gia Lai và Campuchia
- Phía bắc giáp xã Ia Dom và huyện Sa Thầy.

Xã có diện tích 436,69 km², dân số năm 2019 là 3.062 người, mật độ dân số đạt 7 người/km².
Xã Ia Tơi gồm 5 thôn: 1, 7, 8, 9 và Ia Đơr.

## Lịch sử
Xã Ia Tơi được thành lập vào ngày 20 tháng 12 năm 2013 trên cơ sở điều chỉnh 43.963,83 ha diện tích tự nhiên và 2.264 người của xã Mô Rai thuộc huyện Sa Thầy. Khi mới thành lập, xã Ia Tơi thuộc huyện Sa Thầy.
Ngày 11 tháng 3 năm 2015, Ủy ban Thường vụ Quốc hội ban hành Nghị quyết số 890/NQ-UBTVQH13. Theo đó, chuyển xã Ia Tơi về huyện Ia H'Drai mới thành lập.